# NGC 5989
NGC 5989 este o galaxie spirală situată în constelația Dragonul. A fost descoperită în 25 mai 1788 de către William Herschel. Se află la o distanță de 45,02 de megaparseci de Pământ.